# Csapnivaló Awards
Les Csapnivaló Awards sont des récompenses de cinéma hongroises. Elles n'ont connu qu'une édition, le 21 janvier 2000 à Budapest.

## Historique
Les Csapnivaló Awards ont eu lieu pour la première fois en janvier 2000. L'objectif de ce prix est de récompenser les meilleurs films projetés en Hongrie au cours de l'année précédente. Les lauréats des Prix Csapnivaló sont sélectionnés sur la base des nominations de la rédaction du Csapnivaló et des votes du public cinéphile.

## Catégories de récompense
- Ardoise d'or (Golden Slate)
- Meilleur film (Best Movie)
- Meilleur film d'horreur (Best Horror Movie)
- Meilleur film pour ados (Best Teen Movie)
- Meilleur film à petit budget (Best Low Budget Film)
- Meilleur acteur dans un rôle principal (Best Actor in a Leading Role)
- Meilleure actrice dans un rôle principal (Best Actress in a Leading Role)
- Meilleure bande originale de film (Best Movie Soundtrack)
- Meilleur scénario (Best Screenplay)
- Meilleurs effets visuels (Best Visual Effects)
- Pire film (Worst Movie)

## Palmarès2000

### Pire film
- Instinct